# Tammarecchia
Il Tammarecchia è un torrente,della provincia di Benevento, maggior affluente del  Tammaro.

## Descrizione
Nasce dai monti del Sannio (nell'Appennino campano) da due rami: il primo si origina dal monte Vado Mistongo e l'altro dal vallone Monaco, nel comune di Castelpagano. Scorre per 30 chilometri nei territori dei comuni di Santa Croce del Sannio e di Circello e riceve da sinistra il torrente dei Torti. Si getta nel Tammaro presso Fragneto l'Abate.